# Czaplin (województwo lubuskie)
Czaplin – kolonia w Polsce położona w województwie lubuskim, w powiecie sulęcińskim, w gminie Słońsk.
W latach 1975–1998 miejscowość administracyjnie należała do województwa gorzowskiego.